# Plaques de matrícula d'Ontario

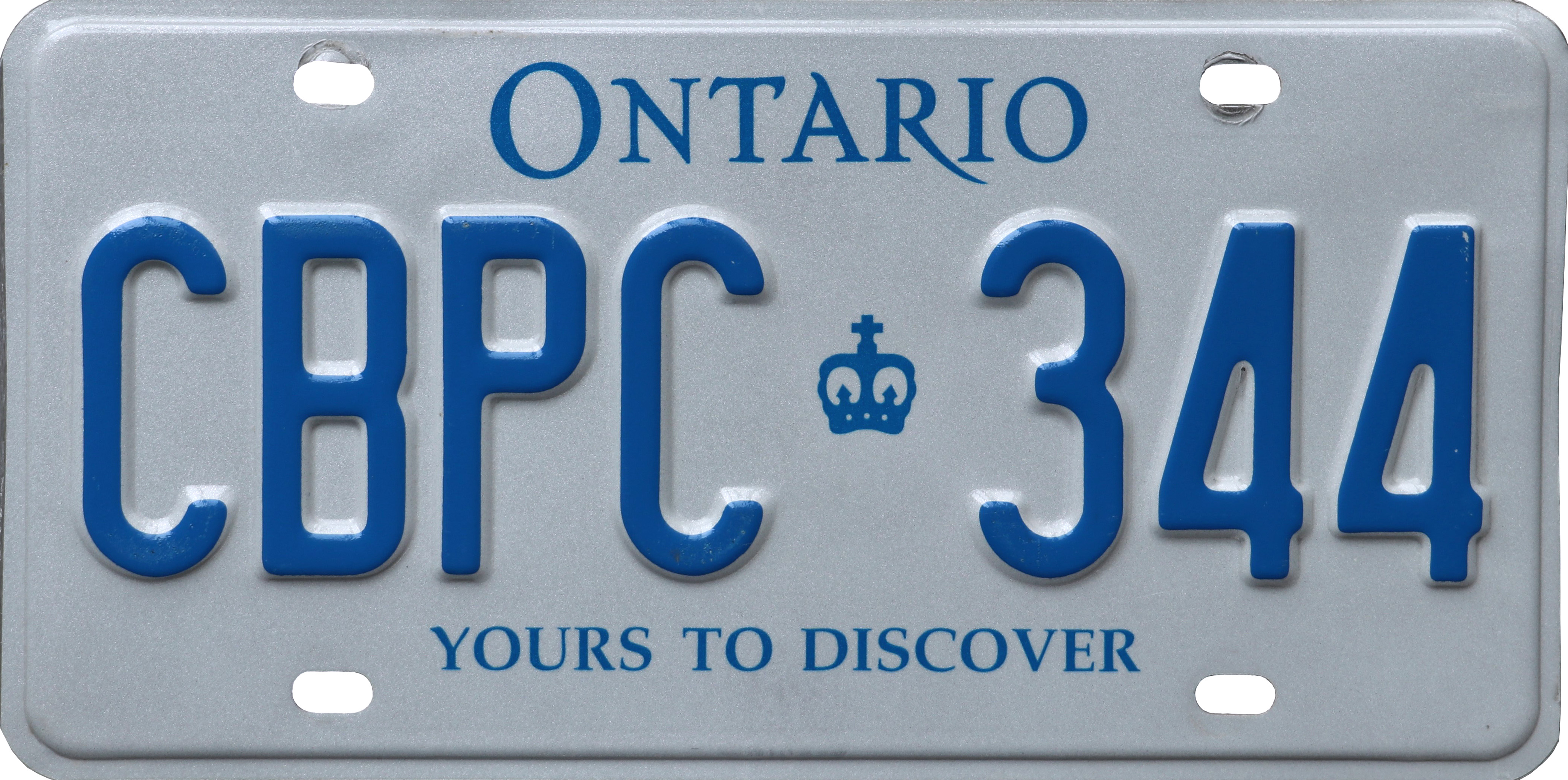
Model de matrícula del 2008 reintroduïda el 2020 i actualment en vigència.

Les plaques de matrícula dels vehicle d'Ontario es componen des del 1997 d'un sistema de combinació alfanumèrica formada per set caràcters en blau, quatre lletres i tres xifres, (ex. ABCD ♔ 123) en relleu sobre un fons blanc reflectant, centrat a la part superior hi ha el nom de la província, "ONTARIO", i centrat a la inferior el lema "YOURS TO DISCOVER" o "TANT À DÉCOUVRIR". Aquest model de placa es va tornar a reintroduir el 2020 després que el model inicial introduït el febrer del mateix any es retirés definitivament al maig degut a la seva mala visibilitat de nit quan se'l il·luminava.
Actualment, les plaques són emeses pel Ministeri de Transport d'Ontario (MTO). La ubicació de les plaques està especificada per la Llei de Trànsit de carreteres i el Reglament 628 d'aquesta Llei.
El govern d'Ontario va eliminar les taxes de renovació de matrícules i el requisit de portar l'adhesiu enganxat a la matrícula per als gairebé vuit milions de vehicles de passatgers, camions lleugers, motocicletes i ciclomotors, a partir del 13 de març de 2022.

## El símbol de la corona
Entre les lletres de les xifres de la combinació de la matrícula hi trobem el símbol d'una corona, ♔, que representa la Corona del Canadà. Aquesta ha aparegut a gairebé tots els models de matrícules d'Ontario des del 1937, quan es va utilitzar per primera vegada per commemorar la coronació del rei Jordi VI i la reina Elisabet. Les excepcions van ser una sèrie de matrícules emeses entre el 1951 i 1952, degut a l'escassetat de metalls durant la Guerra de Corea; i una sèrie de matrícules per a vehicles agrícoles emeses als anys 1980 i 1990. El polític de Toronto i líder de la branca canadenca de l'Orde d'Orange, Leslie Saunders, va liderar un seguit de protestes el 1948 contra una proposta per retirar la corona de les plaques, una decisió que el govern va anul·lar.

## Fabricació

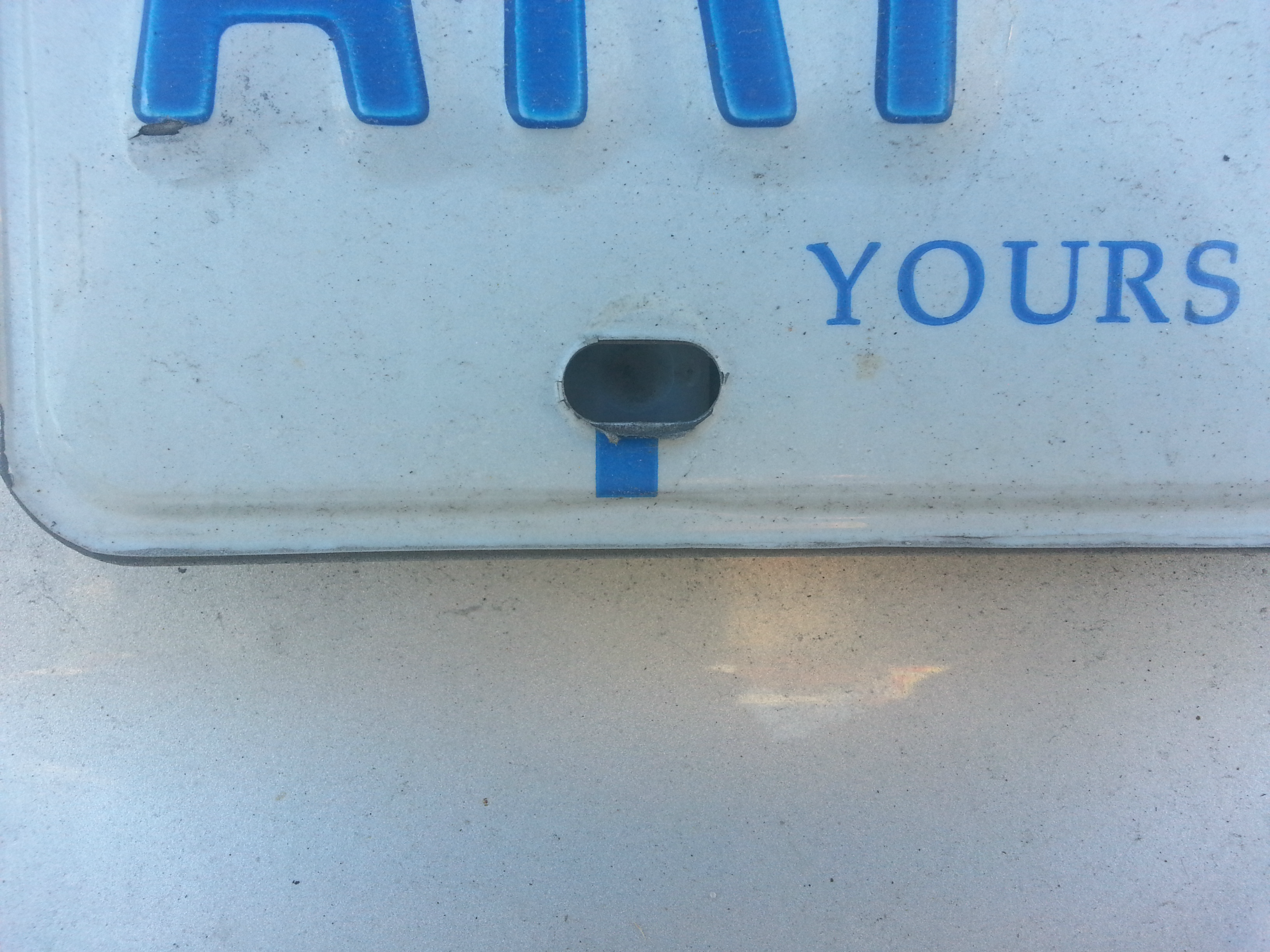
Entre 1999 i 2003, el suport va ser realitzat per Avery. Es poden reconèixer per l'eslògan escrit amb lletres més petites i la presència d'una marca de registre a sota del forat inferior esquerre del cargol. A partir de llavors, el suport s'ha fet amb material reflectant de la marca 3M.

Les plaques de matrícula d'Ontario eren fabricades anteriorment al Centre Correccional de Millbrook a l'actual disctricte de Cavan Monaghan. Després del tancament de Millbrook el 2003, la fabricació es va traslladar al Central East Correctional Centre (conegut com a Lindsay Superjail) a Kawartha Lakes. Des del 1991, totes les plaques d'Ontario les fabrica Trilcor Industries, propietat del Ministeri del Procurador General de la província. Del 2017 al 2018, les plaques van ser fabricades per Waldale Manufacturing de Nova Escòcia, degut a la forta demanda de plaques (moltes per deteriorament). Aquest canvi de fabricant va comportar també un canvi de tipografia, ja que es van fabricar amb la tipografia de les plaques de Nova Escòcia. Les plaques fabricades per Trilcor Industries van tornar el 2018 per evitar problemes amb les matrícules de Nova Escòcia.

### Proveïdor alternatiu
El 2016, un augment de la quantitat de plaques defectuoses combinat amb un augment del nombre de vehicles matriculats va fer que el Ministeri de Transport d'Ontario no pogués mantenir-se al dia amb la demanda de plaques, pel que va fer una comanda de 100.000 unitats a l'empresa Waldale Irwin Holdson Group, el fabricant de matrícules més gran d'Amèrica del Nord. Les plaques són produïdes a les instal·lacions de Waldale Manufacturing que té a Amherst, Nova Escòcia.
El primer lot de 35.000 plaques es poden identificar per la tipografia utilitzada en les lletres i números en relleu, que difereixen en aparença de la font utilitzada tradicionalment a Ontario. La província continua demanant lots addicionals de plaques a Waldale, que des del 2017 ja utilitza el conjunt de matrius d'Ontario. Aquestes plaques són gairebé idèntiques a les fabricades per Trilcor Industries. Les plaques fabricades Waldale tenen vores quadrades i forats pels cargols més petits.

## Plaques defectuoses

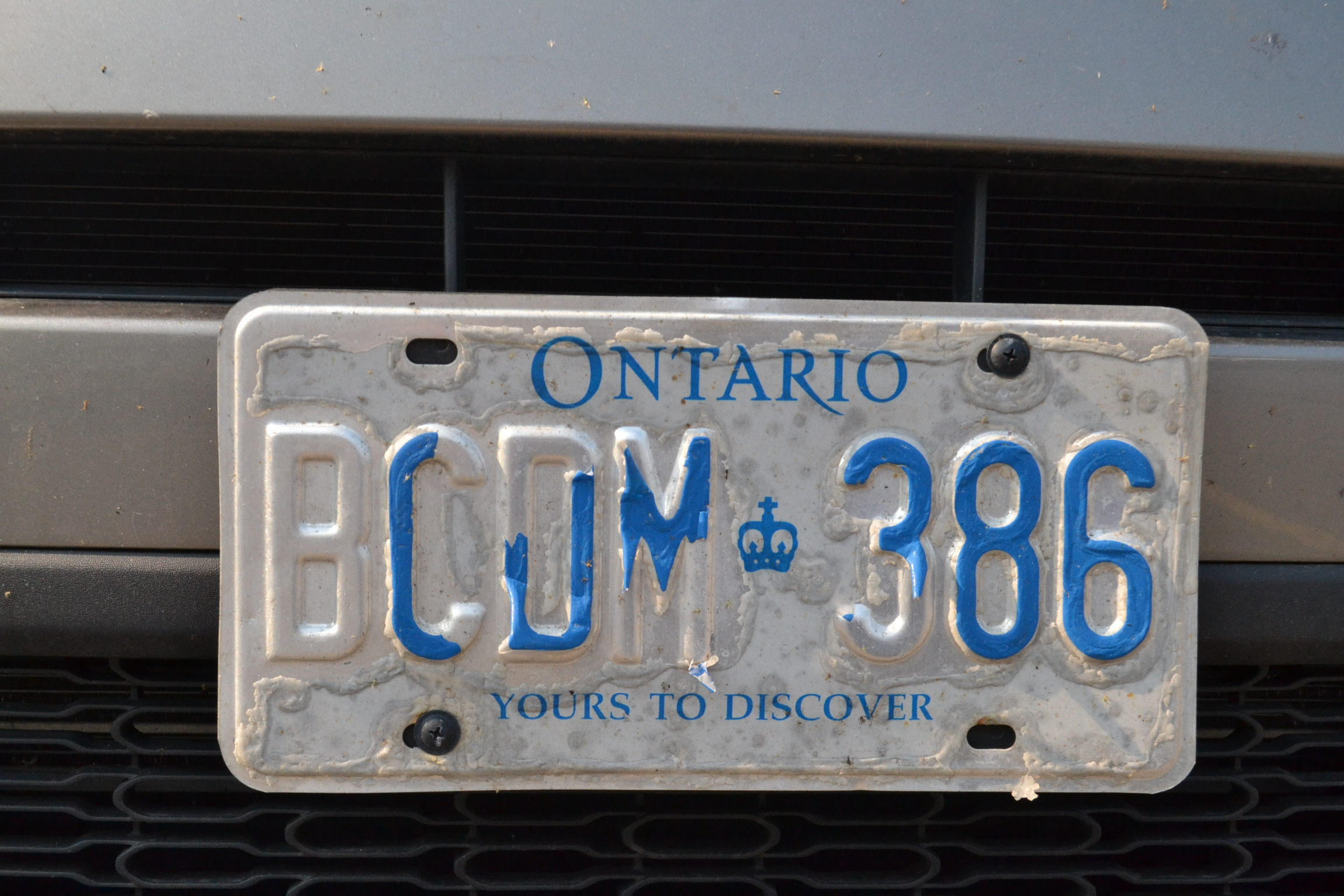
Placa malmesa pel deteriorament de la làmica de recobriment.

L'any 2012, van començar a aparèixer informes de plaques deteriorades abans del que s'esperava en que la capa blanca reflectant es separava de la base metàl·lica, fent que la combinació de la matrícula fos il·legible. Aproximadament l'1% de les matrícules emeses tenien aquest defecte. L'empresa Trilcor Industries i el Ministeri de Transport d'Ontario oferien una garantia de cinc anys a les plaques, pel que es van anar substituïnt les plaques defectuoses sense cap cost per a l'usuari.
El 2015, el Ministeri de Seguretat Comunitària i Serveis Correccionals va contractar el Consell Nacional d'Investigació del Canadà (NRC) per identificar la causa principal de la deslaminació de les plaques de matrícula. L'informe de l'NRC va indicar que el material reflectant s'adheria malament a les plaques d'alumini i que el procés de relleu va estressar els materials fins al punt que la capa reflectant es perforaria i es deslaminaria. En aquest punt, l'aigua i altres contaminants podrien lliscar penetrant entre les capes. També, els materials de desglaç de carreteres van contribuir a la deslaminació. L'informe va trobar que aquest problema estava present en mostres de tot tipus de plaques, excepte en les plaques de motocicletes L'informe va recomanar que l'empresa Trilcor treballés amb el seu proveïdor de la capa de laminació per resoldre el problema, i va indicar que una capa més gruixuda de material probablement tindria un millor rendiment.

### Fundes de matrícula il·legals
Molts propietaris de vehicles van col·locar fundes de plàstic transparent sobre les plaques de matrícula per protegir-les del deteriorament prematur. D'acord amb la Secció 13.2 de la Llei de Trànsit de carreteres d'Ontario, cobrir les plaques es consideren una obstrucció i són il·legals, i pot comportar una multa mínima de 85 dòlars. Això ha deixat als propietaris de vehicles amb matrícules defectuoses en una situació compromesa ja que les comandes per poder-les reemplaçar han trigat fins a sis mesos en el cas de plaques personalitzades.
Diversos automobilistes van buscar altres solucions per evitar el deteriorament de les plaques de matrícula, com ara col·locar la placa frontal al tauler de comandament en comptes de col·locar-la al para-xocs davanter. Altres propietaris van treure la matrícula davantera per complet, ja que no és estrany veure vehicles de fora de la província a les carreteres d'Ontario (les jurisdiccions veïnes del Quebec i Michigan, no requereixen plaques frontals). En la majoria dels casos, els propietaris de vehicles que van intentar les solucions esmentades anteriorment van ser multats pel mateix delicte (article 13.2 de la Llei de Trànsit de carreteres d'Ontario).

## Història
La província d'Ontario va exigir per primera vegada que els seus residents registrar els vehicles de motor el 1903. Els inscrits van proporcionar les seves pròpies matrícules per a la seva exhibició fins al 1911, quan la província va començar a emetre les plaques.
El 1956, el Canadà i els Estats Units d'Amèrica van arribar a un acord amb l'Associació Americana d'Administradors de Vehicles de Motor, l'Associació de Fabricants d'Automòbils i el Consell Nacional de Seguretat en que es concretava una mida única de les plaques de vehicles de passatgers a 150 mm per 300 mm (6 per 12 polzades), amb forats per poder-les muntar espaiats 180 mm (7 polzades), tot i que les dimensions o poden variar lleugerament segons la jurisdicció.

### Models de 1911 fins 1972
| Imatge | Data d'expedició | Disseny | Lema                                 | Combinació utilitzada                     | Notes |
| ------ | ---------------- | --- | ------------------------------------ | ----------------------------------------- | --- |
|        | 1911             | Caràcters en blanc sobre fons blau marí. En vertical, "ONT." a l'esquerra i "1911" a la dreta.                                                  | Sense lema                           | 12345                                     | Placa de porcellana de mides 6 1/2" x 12" (16,51 x 30,48 cm) |
|        | 1912             | Caràcters en negre sobre fons blanc. Escut provincial, "ONT" i "1912" a l'esquerra un sota l'altre.                                             | Sense lema                           | 12345                                     | A partir d'aquí les plaques són metàl·liques. Canvi de mida a 6" x 13" (15,24 x 33 cm) fins al 1916.                                                                                   |
|        | 1913             | Caràcters en negre sobre fons groc. Escut provincial, "ONT" i "1913" a l'esquerra un sota l'altre.                                              | Sense lema                           | 12345                                     | |
|        | 1914             | Caràcters en negre sobre fons marró clar. Escut provincial, "ONT" i "1914" a l'esquerra un sota l'altre.                                        | Sense lema                           | 12345                                     | |
|        | 1915             | Caràcters en blau marí sobre fons verd clar. Escut provincial, "ONT" i "1915" a l'esquerra un sota l'altre.                                     | Sense lema                           | 12345                                     | |
|        | 1916             | Caràcters en negre sobre fons blanc. Escut provincial, "ONT" i "1916" a l'esquerra un sota l'altre.                                             | Sense lema                           | 12345                                     | |
|        | 1917             | Caràcters en negre sobre fons blanc. A contracolor (blanc sobre negre) a la dreta l'escut provincial, "ONT" i "1917" un sota l'altre.           | Sense lema                           | 12345                                     | Canvi de mides a 5 1/2" x 14" (13,97 x 35,56 cm) fins al 1920. |
|        | 1918             | Caràcters en blau marí sobre fons blanc. A contracolor (blanc sobre blau marí) a l'esquerra l'escut provincial, "ONT" i "1918" un sota l'altre. | Sense lema                           | 12345                                     | |
|        | 1919             | Caràcters en negre sobre fons groc. A contracolor (groc sobre negre) a l'esquerra l'escut provincial, "ONT" i "1919" un sota l'altre.           | Sense lema                           | 12345                                     | |
|        | 1920             | Caràcters en verd fosc sobre fons blanc. A l'esquerra l'escut provincial, "ONT" i "1920" un sota l'altre.                                       | Sense lema                           | 12345                                     | |
|        | 1921             | Caràcters en carabassa sobre fons negre. A l'esquerra "ONT" en diagonal i "21" a sota.                                                          | Sense lema                           | 123-456                                   | Canvi de mida de la placa segons el nombre de dígits mostrats. 2-4 digits (4 1/2" x 10 1/2"), 5 digits (4 1/2" x 12") i 6 digits (4 1/2" x 14")                                        |
|        | 1922             | Caràcters en negre sobre fons blanc. A l'esquerra "ONT" en diagonal i "22" a sota.                                                              | Sense lema                           | 123-456                                   | Les plaques creixen 1 polzada d'ample. Mida segons el nombre de dígits mostrats. 2-4 digits (5 1/2" x 10 1/4"), 5 digits (5 1/2" x 12") i 6 digits (5 1/2" x 14")                      |
|        | 1923             | Caràcters en blanc sobre fons negre. "ONT–1923" centrat a baix.                                                                                 | Sense lema                           | 123-456                                   | Canvi de mides a 2-5 digits (6" x 10 1/2") i 6 digits (6" x 12 1/4") |
|        | 1924             | Caràcters en negre sobre fons groc. "ONT–1924" centrat a baix.                                                                                  | Sense lema                           | 123-456                                   | Mateixes mides que el 1924. |
|        | 1925             | Caràcters en groc sobre fons negre. A l'esquerra "ONT" en diagonal i "25" a sota.                                                               | Sense lema                           | 123-456                                   | Es torna al format i mides de 1922. |
|        | 1926             | Caràcters en negre sobre fons gris. A l'esquerra "ONT" en diagonal i "26" a sota.                                                               | Sense lema                           | 123-456                                   | Format i mides de 1922. |
|        | 1927             | Caràcters en negre sobre fons camussa. "ONTARIO 1927" centrat a baix.                                                                           | Sense lema                           | 123·456                                   | Primera placa amb el nom complet de la província. |
|        | 1928             | Caràcters en negre sobre fons groc. "ONTARIO 1928" centrat a baix.                                                                              | Sense lema                           | 123·456                                   | |
|        | 1929             | Caràcters en negre sobre fons gris. "ONTARIO 1929" centrat a baix.                                                                              | Sense lema                           | 123·456                                   | |
|        | 1930             | Caràcters en negre sobre fons blanc. "ONTARIO 1930" centrat a baix.                                                                             | Sense lema                           | A·1234 i AB·123                           | Les lletres G, I, Q, MM i MW no s'utilitzen. Totes les plaques tenen la mida 5 1/2" x 10 1/2" (13,97 x 26,67 cm)                                                                       |
|        | 1931             | Caràcters en negre sobre fons groc. "ONTARIO 1931" centrat a dalt.                                                                              | Sense lema                           | A·1234 i AB·123                           | Tornen a canviar les mides de la placa a 2-4 dígits (5 1/2" x 10") i 5 dígits (5 1/2" x 12")                                                                                           |
|        | 1932             | Caràcters en negre sobre fons gris. "ONTARIO 1932" centrat a dalt.                                                                              | Sense lema                           | A·1234 i AB·123                           | |
|        | 1933             | Caràcters en negre sobre fons groc. "ONTARIO 1933" centrat a dalt.                                                                              | Sense lema                           | A·1234 i AB·123                           | |
|        | 1934             | Caràcters en negre sobre fons gris. "ONTARIO 1934" centrat a dalt.                                                                              | Sense lema                           | A·1234 i AB·123                           | |
|        | 1935             | Caràcters en negre sobre fons carabassa. "19 ONTARIO 35" centrat a dalt.                                                                        | Sense lema                           | A·1234 i AB·123                           | |
|        | 1936             | Caràcters en blanc sobre fons negre. "19 ONTARIO 36" centrat a baix.                                                                            | Sense lema                           | A·1234 i AB·123                           | |
|        | 1937             | Caràcters en blanc sobre fons vermell. "ONTARIO 1937" centrat a dalt amb una corona a cada extrem.                                              | Sense lema                           | 1·A·234, 12·A·34 i 123·A·4                | Primera placa amb el símbol de la corona. |
|        | 1938             | Caràcters en carabassa sobre fons negre. "19" i "38" separat per una corona i centrat a dalt, "ONTARIO" centrat a baix.                         | Sense lema                           | 1A234, 12A34 i 123A4                      | Canvi de mides a 3-4 dígits (6 1/2" x 10 1/4") i 5 dígits (6 1/2" x 12 1/4"). Els colors commemoren la Loyal True Blue and Orange Home.                                                |
|        | 1939             | Caràcters en blanc sobre fons negre. Centrat a dalt "19" i "39" separats per una corona, "ONTARIO" centrat a baix.                              | Sense lema                           | 1A234, 12A34, 123A4 i A1234               | |
|        | 1940             | Caràcters en negre sobre fons groc. Centrat a dalt "ONTARIO" i "1940" separats per una corona.                                                  | Sense lema                           | 1A234, 12A34, 123A4 i A1234               | La lletra és de mida més petita que les xifres. |
|        | 1941             | Caràcters en verd fosc sobre fons blanc. Centrat a dalt "ONTARIO" i "1941" separats per una corona.                                             | Sense lema                           | 1A234, 12A34, 123A4 i A1234               | |
|        | 1942             | Caràcters en negre sobre fons carabassa. Centrat a dalt "ONTARIO" i "1942" separats per una corona.                                             | Sense lema                           | 1A234, 12A34, 123A4 i A1234               | |
|        | 1943-44          | Caràcters en carabassa sobre fons negre. Centrat a dalt "ONTARIO" i "1943" separats per una corona.                                             | Sense lema                           | 1A234, 12A34, 123A4 i A1234               | Revalidada per al 1944 amb adhesius al parabrisa, a causa de la preservació del metall per a la Segona Guerra Mundial.                                                                 |
|        | 1945             | Caràcters en blanc sobre fons blau marí. Centrat a dalt "ONTARIO" i "1945" separats per una corona.                                             | Sense lema                           | 1A234, 12A34, 123A4 i A1234               | |
|        | 1946             | Caràcters en blanc sobre fons negre. Centrat a dalt "ONTARIO" i "1946" separats per una corona.                                                 | Sense lema                           | 1A234, 12A34, 123A4 i A1234               | |
|        | 1947             | Caràcters en blanc sobre fons vermell. Centrat a dalt "ONTARIO" i "1947" separats per una corona.                                               | Sense lema                           | 1A234, 12A34, 123A4 i A1234               | |
|        | 1948             | Caràcters en blanc sobre fons blau marí. Centrat a dalt "ONTARIO" i "1948" separats per una corona.                                             | Sense lema                           | 1A234, 12A34, 123A4 i A1234               | |
|        | 1949             | Caràcters en blau marí sobre fons blanc. Centrat a dalt "ONTARIO" i "1949" separats per una corona.                                             | Sense lema                           | 1A234, 12A34, 123A4, A1234 i 1234A        | |
|        | 1950             | Caràcters en blanc sobre fons negre. Centrat a dalt "ONTARIO" i "1950" separats per una corona.                                                 | Sense lema                           | 1A234, 12A34, 123A4, A1234 i 1234A        | |
|        | 1951-52          | Caràcters en blau marí sobre fons blanc. "19–ONTARIO–51" centrat a dalt.                                                                        | Sense lema                           | 1A234, 12A34, 123A4, A1234, 1234A i AB123 | Revalidada pel 1952 amb adhesius al parabrisa. |
|        | 1953             | Caràcters en blanc sobre fons blau marí. Centrat a dalt "ONTARIO" i "1953" separats per una corona.                                             | Sense lema                           | 1A234, 12A34, 123A4, A1234, 1234A i AB123 | |
|        | 1954             | Caràcters en blau marí sobre fons blanc. Centrat a dalt "ONTARIO" i "1954" separats per una corona.                                             | Sense lema                           | 1A234, 12A34, 123A4, A1234, 1234A i AB123 | |
|        | 1955             | Caràcters en blanc sobre fons blau marí. Centrat a dalt "ONTARIO" i "1955" separats per una corona.                                             | Sense lema                           | 123·456 i A12·345                         | S'introdueix la placa de mides estàndard 6x12 polzades (15x30cm) |
|        | 1956             | Caràcters en blau marí sobre fons blanc. Centrat a dalt "ONTARIO" i "1956" separats per una corona.                                             | Sense lema                           | 123·456 i A·12345                         | |
|        | 1957             | Caràcters en blanc sobre fons negre. Centrat a dalt "ONTARIO" i "1957" separats per una corona.                                                 | Sense lema                           | 123·456 i A·12345                         | |
|        | 1958             | Caràcters en negre sobre fons blanc. Centrat a dalt "ONTARIO" i "1958" separats per una corona.                                                 | Sense lema                           | 123·456 i A·12345                         | |
|        | 1959             | Caràcters en blanc sobre fons negre. Centrat a dalt "ONTARIO" i "1959" separats per una corona.                                                 | Sense lema                           | 123·456 i A·12345                         | |
|        | 1960             | Caràcters en negre sobre fons blanc. Centrat a dalt "ONTARIO" i "1960" separats per una corona.                                                 | Sense lema                           | 123·456 i A·12345                         | |
|        | 1961             | Caràcters en blanc sobre fons negre. Centrat a dalt "ONTARIO" i "1961" separats per una corona.                                                 | Sense lema                           | 123·456 i A·12345                         | |
|        | 1962             | Caràcters en negre sobre fons blanc. Centrat a dalt "ONTARIO" i "1962" separats per una corona.                                                 | Sense lema                           | 123·456 i A·12345                         | |
|        | 1963             | Caràcters en blanc sobre fons negre. Centrat a dalt "ONTARIO" i "1963" separats per una corona.                                                 | Sense lema                           | 123·456 i A·12345                         | |
|        | 1964             | Caràcters en negre sobre fons blanc. Centrat a dalt "ONTARIO" i "1964" separats per una corona.                                                 | Sense lema                           | 123·456 i A·12345                         | |
|        | 1965             | Caràcters en blanc sobre fons blau. Centrat a dalt "ONTARIO" i "1965" separats per una corona.                                                  | Sense lema                           | 123·456, A·12345 i 12345·A                | |
|        | 1966             | Caràcters en blau marí sobre fons blanc. Centrat a dalt "ONTARIO" i "1966" separats per una corona.                                             | Sense lema                           | 123·456, A·12345 i 12345·A                | |
|        | 1967             | Caràcters en blanc sobre fons blau. "19 ONTARIO 67" centrat a dalt.                                                                             | "18 CONFEDERATION 67" CENTRAT A BAIX | 123 456, A12 345 i 123 45A                | S'introdueix per primer cop el símbol de la corona, ♔, enlloc del punt rodó per separar la combinació. Emesa com a part de la commemoració del centenari de la Confederació canadenca. |
|        | 1968             | Caràcters en blau sobre fons blanc. "1968" centrat a dalt i "ONTARIO" a baix.                                                                   | Sense lema                           | 123 456, A12 345 i 123 45A                | El símbol de la corona, ♔, situat sempre al mig es consolida com a separador de la combinació.                                                                                         |
|        | 1969             | Caràcters en blanc sobre fons blau marí. "1969" centrat a dalt i "ONTARIO" a baix.                                                              | Sense lema                           | 123 456, A12 345 i 123 45A                | |
|        | 1970             | Caràcters en negre sobre fons blanc. "1970" centrat a dalt i "ONTARIO" a baix.                                                                  | Sense lema                           | 123 456, A12 345 i 123 45A                | |
|        | 1971             | Caràcters en blanc sobre fons blau marí. "1971" centrat a dalt i "ONTARIO" a baix.                                                              | Sense lema                           | 123 456, A12 345 i 123 45A                | |
|        | 1972             | Caràcters en blau marí sobre fons blanc. "1972" centrat a dalt i "ONTARIO" a baix.                                                              | Sense lema                           | 123 456, A12 345 i 123 45A                | |

### Models de 1973 fins avui dia
a partir del 1973, Ontario va deixar d'emetre plaques amb validesa anual. En canvi, la validació es va indicar mitjançant adhesius col·locats a la part superior dreta de la placa del darrere. Totes les matrícules d'Ontario emeses des del 1973 fins avui dia segueixen sent vàlides.
L'abril de 2019, el govern d'Ontario va anunciar que es redissenyarien les plaques. El nou disseny inclou una capa de laminat superficial fabricada per l'empresa 3M. El laminat té un fons blau de dos tons amb lletres i xifres en blanc que flanquegen una imatge estilitzada d'un Trillium grandiflorum blanc, i ja no són en relleu. El lema també es va canviar a "A PLACE TO GROW", inspirant-se en l'himne no oficial d'Ontario "A Place to Stand, a Place to Grow".
L'emissió de les noves plaques va començar el febrer de 2020. El govern va haver d'enfrontar-se a les crítiques procedents de les forces de l'ordre, ja que el nou disseny les feia difícils de llegir en determinades condicions d'il·luminació. També es va plantejar la preocupació que els sistemes de càmeres de trànsit tinguessin dificultats per llegir-les, a causa dels mateixos problemes d'il·luminació, així com de la mida més petita del seu text "Ontario". El 20 de febrer de 2020, el primer ministre de la província, Doug Ford, va declarar que el govern tenia previst retirar el lot inicial i que estaven treballant juntament amb 3M per millorar-les. No obstant això, el 6 de maig de 2020, un portaveu de Ford va anunciar que l'emissió de plaques blaves s'interrompia completament després de "proves exhaustives per part de les forces de l'ordre i altres parts interessades clau". Es va restablir el disseny anterior de plaques blanques, amb l'afegit d'un recobriment més durador, encara que les plaques blaves van continuar emetent-se fins a principis del mes de juny, moment en què es va esgotar el seu subministrament.
| Imatge | Data d'expedició          | Disseny | Lema                                                 | Combinació utilitzada | Notes |
| ------ | ------------------------- | --- | ---------------------------------------------------- | --------------------- | --- |
|        | 1973-78                   | Caràcters en blau marí sobre fons blanc. "ONTARIO" centrat a dalt, "73" a baix a l'esquera i a la dreta un requadre per l'adhesiu de validació. | "KEEP IT BEAUTIFUL" centrat a baix.                  | ABC 123               | Les lletres G, I i Q no s'utilitzen, i la U es va suspendre després de la sèrie LMU el 1976. |
|        | 1978-82                   | Caràcters en blau marí sobre fons blanc. "ONTARIO" centrat a dalt.                                                                              | "KEEP IT BEAUTIFUL" centrat a baix.                  | ABC 123               | |
|        | 1982-86                   | Caràcters en blau marí sobre fons blanc. "ONTARIO" centrat a dalt.                                                                              | "YOURS TO DISCOVER" centrat a baix.                  | ABC 123               | S'introdueix el registre esglaonat, és a dir la validesa de la matrícula caduca el mateix mes en que s'ha resgistrat. |
|        | 1986-94                   | Caràcters en blau marí sobre fons blanc. "ONTARIO" centrat a dalt.                                                                              | "YOURS TO DISCOVER" centrat a baix.                  | 123 ABC               | Les lletres G, I, Q i U no s'utilitzen. |
|        | 1994-97                   | Caràcters en blau marí sobre fons blanc reflectant. "ONTARIO" centrat a dalt.                                                                   | "YOURS TO DISCOVER" centrat a baix.                  | 123 ABC               | Els caràcters es fan més estrets en preparació a introduir la combinació amb set caràcters (ABCD-123). |
|        | 1997-2020 i 2020-avui dia | Caràcters en blau marí sobre fons blanc reflectant. "ONTARIO" centrat a dalt.                                                                   | "YOURS TO DISCOVER" centrat a baix.                  | ABCD 123              | Les lletres G, I, O, Q i U no s'utilitzen. Hi ha un canvi de tipografia a les combinacions CASA-001 a CATR-999 degut a la forta demanda.                                                                                    |
|        | 2008-2020 i 2020-avui dia | Caràcters en blau marí sobre fons blanc reflectant. "ONTARIO" centrat a dalt.                                                                   | "TANT À DÉCOUVRIR" centrat a baix.                   | ABCD 123              | |
|        | 2020                      | Caràcters en blanc sobre fons laminat en blau de dos tons. Una imatge estilitzada d'un Trillium grandiflorum blanc, tot imprès sobre la placa.  | "A PLACE TO GROW" o "EN PLEIN ESSOR" centrat a baix. | 123 456               | Emeses des de l'1 de febrer de 2020 fins al 4 de març del mateix any, en que es va retirar a causa de la mala visibilitat a la nit quan s'il·luminaven. Aquest disseny es va abandonar definitivament el 6 de maig de 2020. |

### Combinacions reservades
| Combinació utilitzada | Reservada per                                     | Nivell de govern  |
| --------------------- | ------------------------------------------------- | ----------------- |
| CAN-001               | Primer ministre del Canadà                        | Govern Federal    |
| CAN-002 a CAN-999     | Membres del Gabinet del Canadà                    | Govern Federal    |
| SEN-001 a SEN-999     | Membres del Senat del Canadà                      | Govern Federal    |
| MHC-001 a MHC-999     | Membres de la Cambra dels Comuns del Canadà       | Govern Federal    |
| FCJ-001 a FCJ-999     | Membres del Tribunal Federal del Canadà           | Govern Federal    |
| FDA-001 a FDZ-999     | Vehicles de titularitat federal                   | Govern Federal    |
| ONT-001               | Primer ministre d'Ontario                         | Govern Provincial |
| ONT-002 a ONT-999     | Membres del Gabinet d'Ontario                     | Govern Provincial |
| MPP-001 a MPP-999     | Membres de l'Assemblea Legislativa d'Ontario      | Govern Provincial |
| SCO-001 a SCO-999     | Membres de la Cort Superior de Justícia d'Ontario | Govern Provincial |
| PJO-001 a PJO-999     | Membres de la Justício Provincial                 | Govern Provincial |
| ONA-001 a ONZ-999     | Vehicles de titularitat provincial                | Govern Provincial |

## Altres tipus

### Personalitzades
Ontario permet l'emissió de plaques personalitzades, prèvia aprovació de la combinació i que compleixin un seguit de requisits com poden ser no poden tenir un missatge sexual, vulgar, criminal o ofensiu. Ha de tenir entre 2 i 8 caràcters (entre xifres i lletres) pels vehicles i entre 2 i 5 per les motocicletes. No pot ser només numèrica i no poden haver-n'hi dues d'iguals.

### Especials
Actualment la província ofereix més de 60 gràfics diferents agrupats en diferents categories (Art i Entreteniment, Caritat, Organitzacions Comunitàries, Medi ambient, Govern, Patrimoni històric, Professional, Esport o Universitat) els quals també es poden usar per a les plaques personalitzades.
Els models segueixen el format de matrícula dels vehicles de passatgers, és a dir caràcters en blau sobre fons blanc reflectant, amb la imatge especial situada a l'esquerra de la combinació alfanumèrica. Totes les plaques ofereixen l'eslògan en francès des del 2017.
Algunes d'aquestes plaques són:
| Imatge | Data d'expedició | Tipus                                     | Disseny | Combinació utilitzada | Notes                                               |
| ------ | ---------------- | ----------------------------------------- | --- | --------------------- | --------------------------------------------------- |
|        | 2003             | Veterà de guerra                          | Caràcters en blau marí sobre fons blanc. "ONTARIO" centrat a dalt, "YOURS TO DISCOVER" a baix i una rosella vermella amb la paraula "VETERAN" a l'esquerra.                    | 1V2345                |                                                     |
|        | 2010             | Support Our Troops                        | Caràcters en blau marí sobre fons blanc. "ONTARIO" centrat a dalt, "YOURS TO DISCOVER" a baix i un llaç groc amb la frase "Support Our Troops" a l'esquerra.                   | 12YR34                |                                                     |
|        | 1998             | Ontario Federation of Anglers and Hunters | Caràcters en blau marí sobre fons blanc. "ONTARIO" centrat a dalt, "YOURS TO DISCOVER" a baix i un ànec amb la frase "Ontario Federation of Anglers and Hunters" a l'esquerra. | 12AH34                |                                                     |
|        | 1998             | Don't Drink and Drive                     | Caràcters en blau marí sobre fons blanc. "ONTARIO" centrat a dalt, "YOURS TO DISCOVER" a baix i la frase "Don't Drink and Drive" a l'esquerra.                                 | 12DD34                |                                                     |
|        | 1997             | Canadian Flag                             | Caràcters en blau marí sobre fons blanc. "ONTARIO" centrat a dalt, "YOURS TO DISCOVER" a baix i la bandera canadenca a l'esquerra.                                             | 12CF34                | En aquesta imatge la placa també és personalitzada. |
|        | 2005             | Franco-Ontarian Flag                      | Caràcters en blau marí sobre fons blanc. "ONTARIO" centrat a dalt, "YOURS TO DISCOVER" a baix i la bandera de la comunitat francòfona d'Ontario a l'esquerra.                  | 12FL34                | En aquest cas el lema està en anglès.               |
|        | 2009             | Franco-Ontarian Flag                      | Caràcters en blau marí sobre fons blanc. "ONTARIO" centrat a dalt, "YOURS TO DISCOVER" a baix i la bandera de la comunitat francòfona d'Ontario a l'esquerra.                  | 12FL34                | En aquest cas el lema està en francès.              |
|        | 1996             | Trillium                                  | Caràcters en blau marí sobre fons blanc. "ONTARIO" centrat a dalt, "YOURS TO DISCOVER" a baix i un Trillium grandiflorum a l'esquerra.                                         | 12TR34, 12TL34        |                                                     |
|        | 1996             | I Heart                                   | Caràcters en blau marí sobre fons blanc. "ONTARIO" centrat a dalt, "YOURS TO DISCOVER" a baix i un llaç groc amb la frase "Support Our Troops" a l'esquerra.                   | 12LV34                |                                                     |
|        | 2011             | Professional Engineers Ontario            | Caràcters en blau marí sobre fons blanc. "ONTARIO" centrat a dalt, "YOURS TO DISCOVER" a baix i la imatge a l'esquerra.                                                        | 12PE34                |                                                     |
|        | 1996             | Ottawa Senators                           | Caràcters en blau marí sobre fons blanc. "ONTARIO" centrat a dalt, "YOURS TO DISCOVER" a baix i el logotip dels Ottawa Senators a l'esquerra.                                  | 12SE34                |                                                     |
|        | 1996             | Toronto Maple Leafs                       | Caràcters en blau marí sobre fons blanc. "ONTARIO" centrat a dalt, "YOURS TO DISCOVER" a baix i el logotip dels Toronto Maple Leafs a l'esquerra.                              | 12TO34, \|12TM34      |                                                     |
|        | 1997             | Universitat de Toronto                    | Caràcters en blau marí sobre fons blanc. "ONTARIO" centrat a dalt, "YOURS TO DISCOVER" a baix i l'escut de la Universitat de Toronto a l'esquerra.                             | 12UT34                |                                                     |
|        | 2001             | Universitat de Waterloo                   | Caràcters en blau marí sobre fons blanc. "ONTARIO" centrat a dalt, "YOURS TO DISCOVER" a baix i l'escut de la Universitat de Waterloo a l'esquerra.                            | 12UW34                |                                                     |
|        | 1994             | Rafioaficionat                            | Caràcters en blau marí sobre fons blanc. "ONTARIO" centrat a dalt i "YOURS TO DISCOVER" a baix.                                                                                | VE3ABC                |                                                     |

### Vehicles elèctrics
Els vehicles elèctrics (també híbrids endollables i elèctrics a bateria) i d'hidrogen poden utilitzar des del 2010 una placa amb els caràcters de color verd separats per un Trillium grandiflorum sobre fons blanc, el nom de la província "ONTARIO" centrat a dalt i "GREEN VEHICLE" o "VÉHICULE ÉCOLOGIQUE" a baix. La combinació utilitzada comença per les lletres GV de (GREEN VEHICLE) o VE de (VÉHICULE ÉCOLOGIQUE).

### Motocicletes
Les plaques per motocicletes es van emetre per primera vegada el 1911.[28] Amb validesa anual fins al 1980 quan es va canviar aquesta validesa amb adhesiu enganxat a la placa. Des del 2013 utilitzen una combinació de tres lletres i dues xifres alternes (ex. "1A2B3") en blau sobre fons blanc, centrat a la part superior hi ha el nom de la província escurçat "ONT" i l'adhesiu de renovació.

### Vehicles tot terrerny
Els quads utilitzen des del 2013 una placa de fons blanc reflectant amb una combinació de tres xifres i dues lletres (ex. 1AB23) i el nom escurçat "ONT" centrat a la part superior igual que les motocicletes.

### Vehicles comercials
Els vehicles comercials utilitzen des del 2011 un disseny de placa amb una combinació formada per dues lletres i cinc xifres (AB-12345) en negre sobre fons blanc reflectant.
Les plaques blaves mai no es van arribar a fabricar, però tenien previst seguir el mateix tipus de combinació i canviar el lema per "OPEN FOR BUSINESS" o "OUVERT AUX AFFAIRES".

### Concessionari
Els vehicles de concessionari utilitzen des del 2007 una placa de caràcters vermells sobre fons blanc i amb una combinació formada per tres xifres i tres lletres, la primera de les quals és una D de Dealer (ex. 123 DAB), el nom de la província i el lema i amb la paraula "DEALER" en vertical a la part esquerra.

### Diplomàtiques
Els vehicles diplomàtics utilitzen unes plaques de fons vermell amb una combinació de tres xifres i tres lletres en color blanc (ex. 123-ABC). Igual que les plaques dels vehicles de passatgers també afegeixen la imatge de la corona que separa la combinació i el nom de la província "ONTARIO" centrat a dalt i el lema "YOURS TO DISCOVER" a baix.
Últimament han aparegut plaques diplomàtiques falses fabricades a Rússia i que es poden obtenir a través d'internet.

### Doble propòsit
Les matrícules de doble propòsit es van introduir per primera vegada el 1927 per a vehicles que es podien utilitzar tant per a finalitats personals com comercials. Són els anomenats vehicles recreatius, com ara autocaravanes, càmpers o rulots. Les plaques mostraven una combinació en blau de 4 o 5 xifres amb la lletra X al davant o al final sobre un fons blanc. Aquestes plaques es van eliminar a partir del 1973.

### Esdeveniments especials
Ontario també ha emès plaques per a commemorar esteveniments especials, com és el cas de la imatge, en que es commemora el 50è aniversari de la Queen Elizabeth Way (autovia que uneix Toronto amb Buffalo, EUA). En aquest cas la placa, utilitzada per la policia, és blanca amb una combinació en vermell que porta les inicial de l'esdeveniment "QEW" seguida de la xifra "50".